# Freileitung

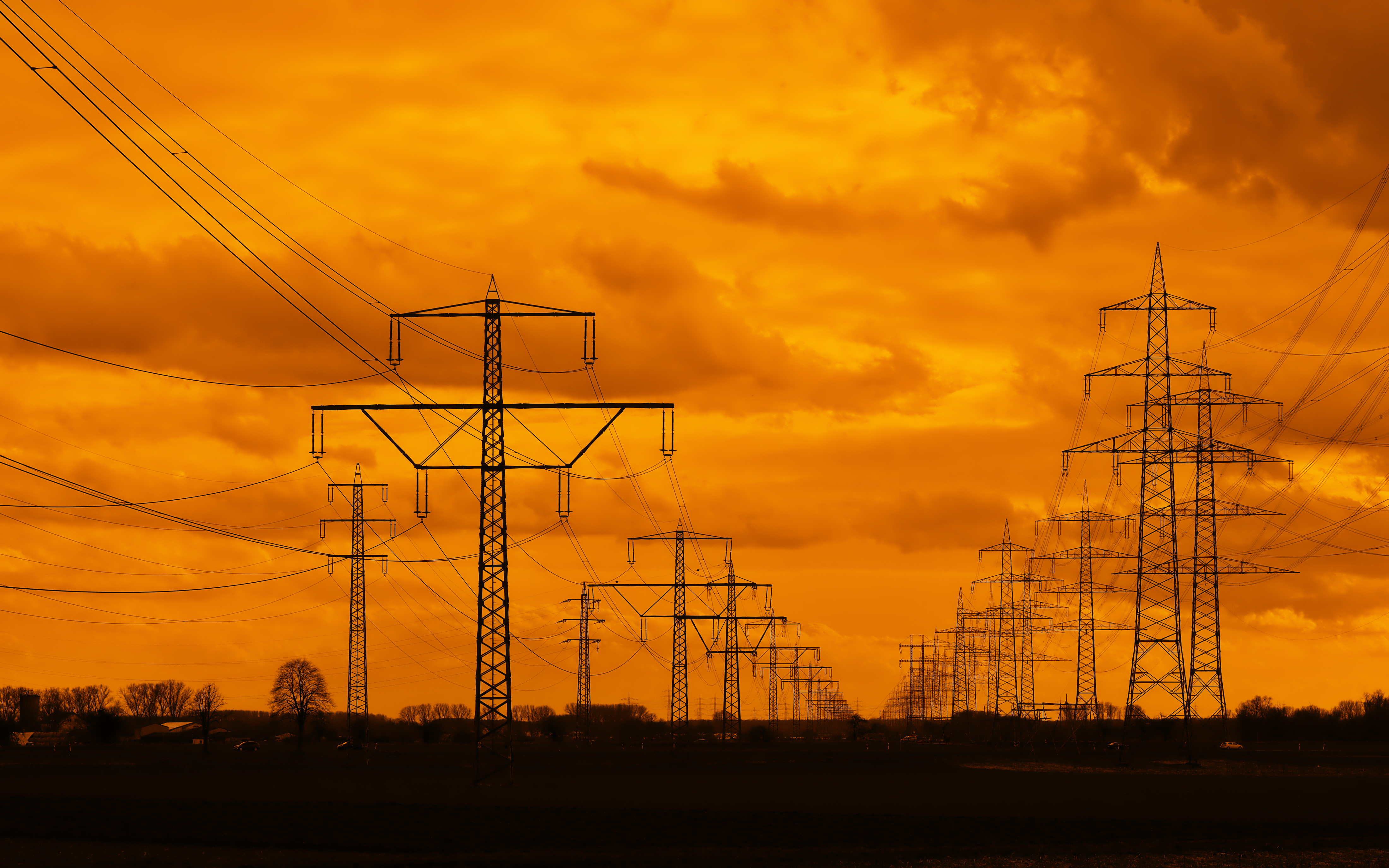
Verschiedene Hochspannungsfreileitungen

Eine Freileitung ist eine elektrische Leitung, deren spannungsführende Leiter im Freien durch die Luft geführt und meist auch nur durch die umgebende Luft voneinander und vom Erdboden isoliert sind. In der Regel werden die Leiterseile von Freileitungsmasten getragen, an denen sie mit Isolatoren befestigt sind.
Um das Risiko eines Stromunfalls zu minimieren, müssen Freileitungen festgelegte Mindestabstände von Erdboden, Verkehrswegen und Gebäuden einhalten. Daneben gibt es auch isolierte Freileitungen, die an einem eingebetteten Tragseil aus Stahl getragen werden.

## Energieübertragung

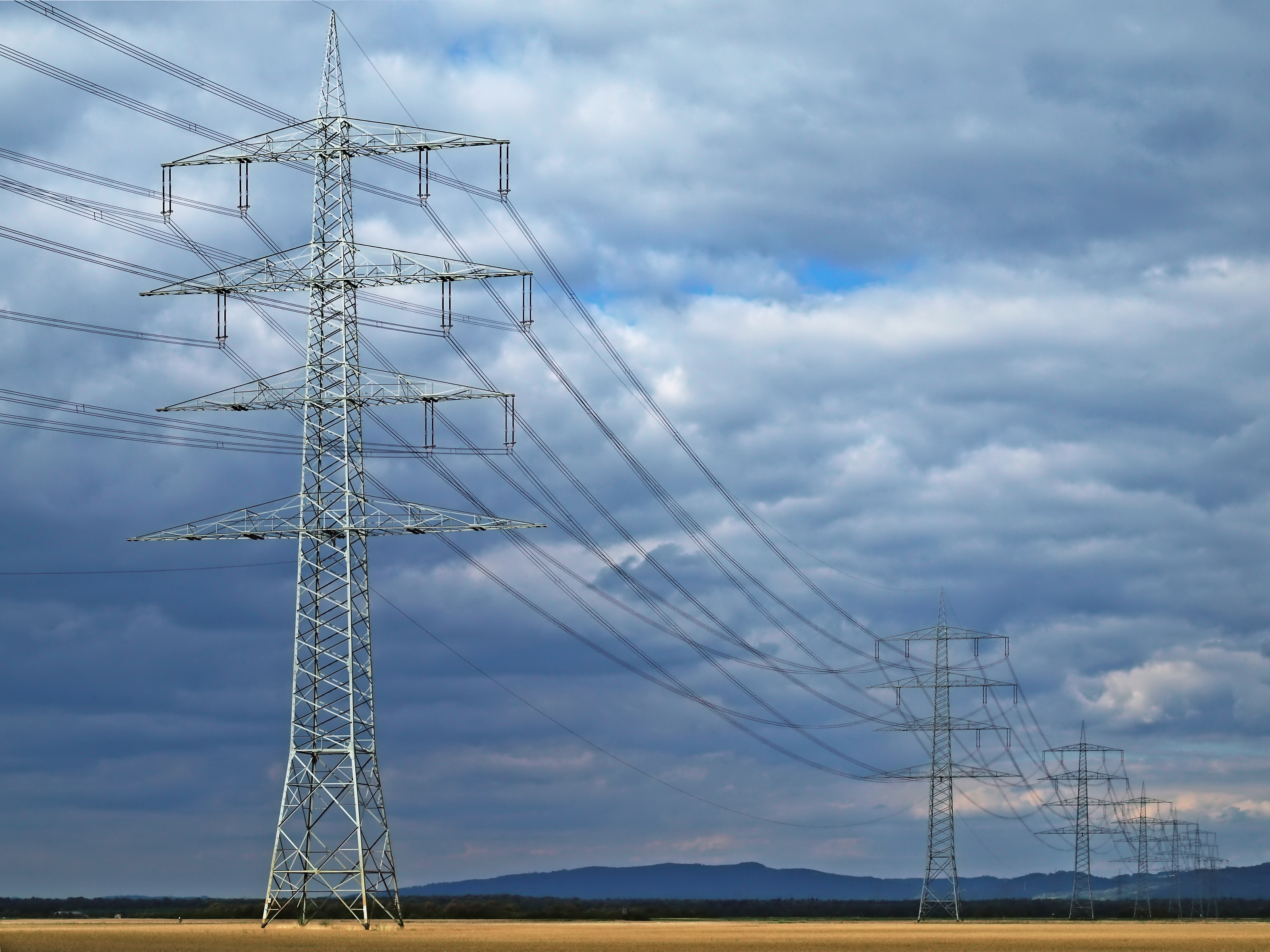
Diese Freileitung am Kernkraftwerk Biblis besitzt drei 400-kV-Drehstromkreise mit Viererbündelleitern und bietet Platz für weiteren Ausbau

Freileitungen zur Energieübertragung (auch Überlandleitung) bilden den Überlandteil des Stromnetzes zur Weiterleitung von elektrischer Energie. Vielerorts dienen sie auch zur Stromlieferung auf der Niederspannungsebene (von Haus zu Haus mittels Dachständern oder an Masten, auch zur Straßenbeleuchtung). Sie sind nicht mit Luftkabeln zu verwechseln: bei Luftkabeln wird ein isoliertes Kabel auf Masten verlegt. Luftkabel können, da sie isoliert sind, ohne Isolatoren am Mast befestigt werden. Bei beiden Arten kann Schnee anfrieren und im Zusammenspiel mit Wind im Extremfall zum Abriss der Leitung oder Einbrechen von Masten führen. In diesem Falle sollten Personen einen entsprechenden Sicherheitsabstand einhalten: mindestens vier Meter bei 400 kV und trockener Luft von herunterhängenden Leitungen, bzw. wesentlich mehr bei feuchter Witterung und vor allem bei am Boden liegenden Leitungen. In letzterem Fall besteht eine Gefährdung durch den entstehenden Spannungstrichter in Verbindung mit der sogenannten Schrittspannung.
Für Spannungen über 50 kV ist aber auch heute und in absehbarer Zeit die Freileitung im Regelfall die wirtschaftlichste Form der Stromleitung. Die Kühlung durch die umgebende Luft ermöglicht es, Freileitungen im Winter, wenn der Stromverbrauch sehr hoch ist, hoch zu belasten. Durch Freileitungs-Monitoring kann dieser Effekt optimal ausgenutzt werden.
Freileitungen zur Elektroenergieübertragung werden auch zur Nachrichtenübertragung benutzt (mitverlegte Nachrichtenkabel, Lichtleitkabel oder Trägerfrequenzanlagen, die die Leiterseile selbst nutzen).

Verbindung von Freileitungen mit Schaltanlagen
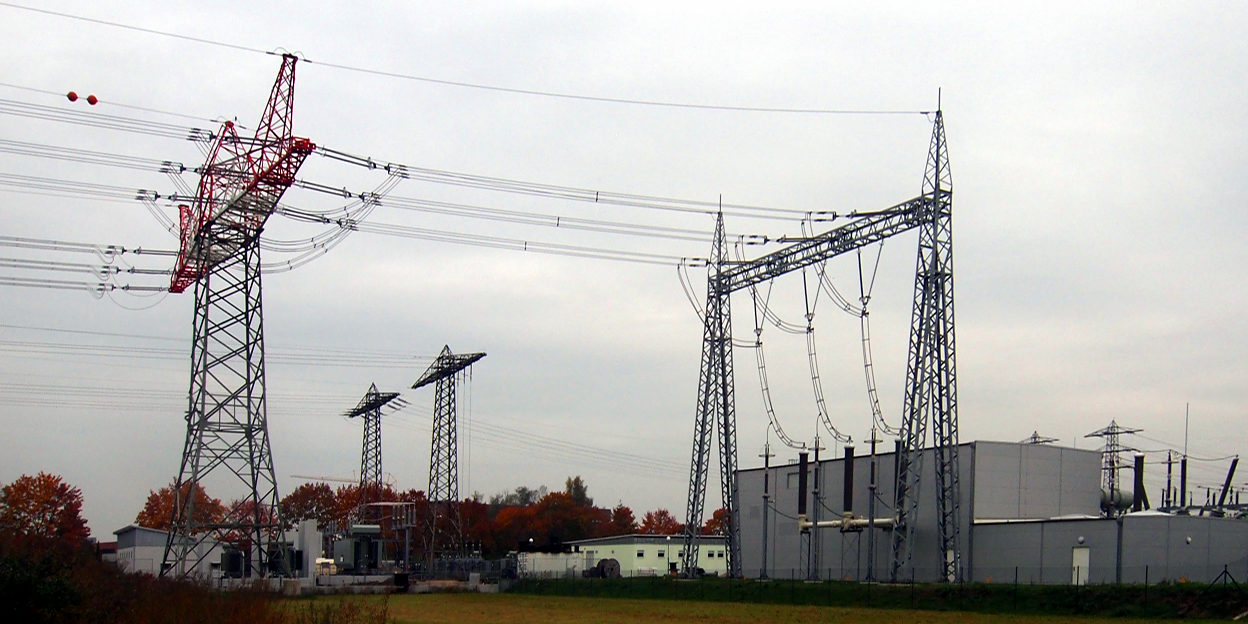
Abspannportal am Ende einer Leitung
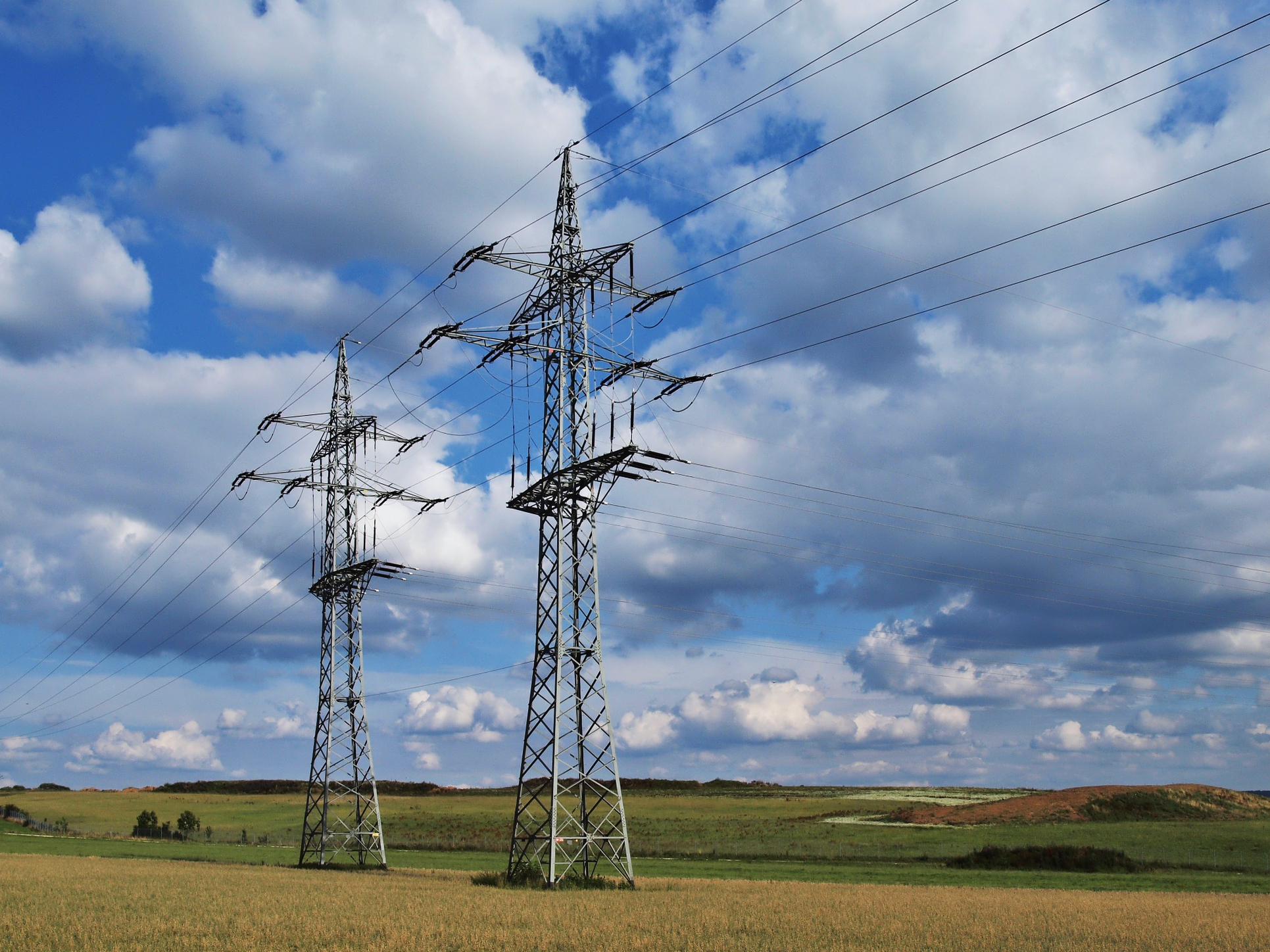
Einschleifung an einer Doppelleitung. Die Stichleitungen binden ein Umspannwerk ein.
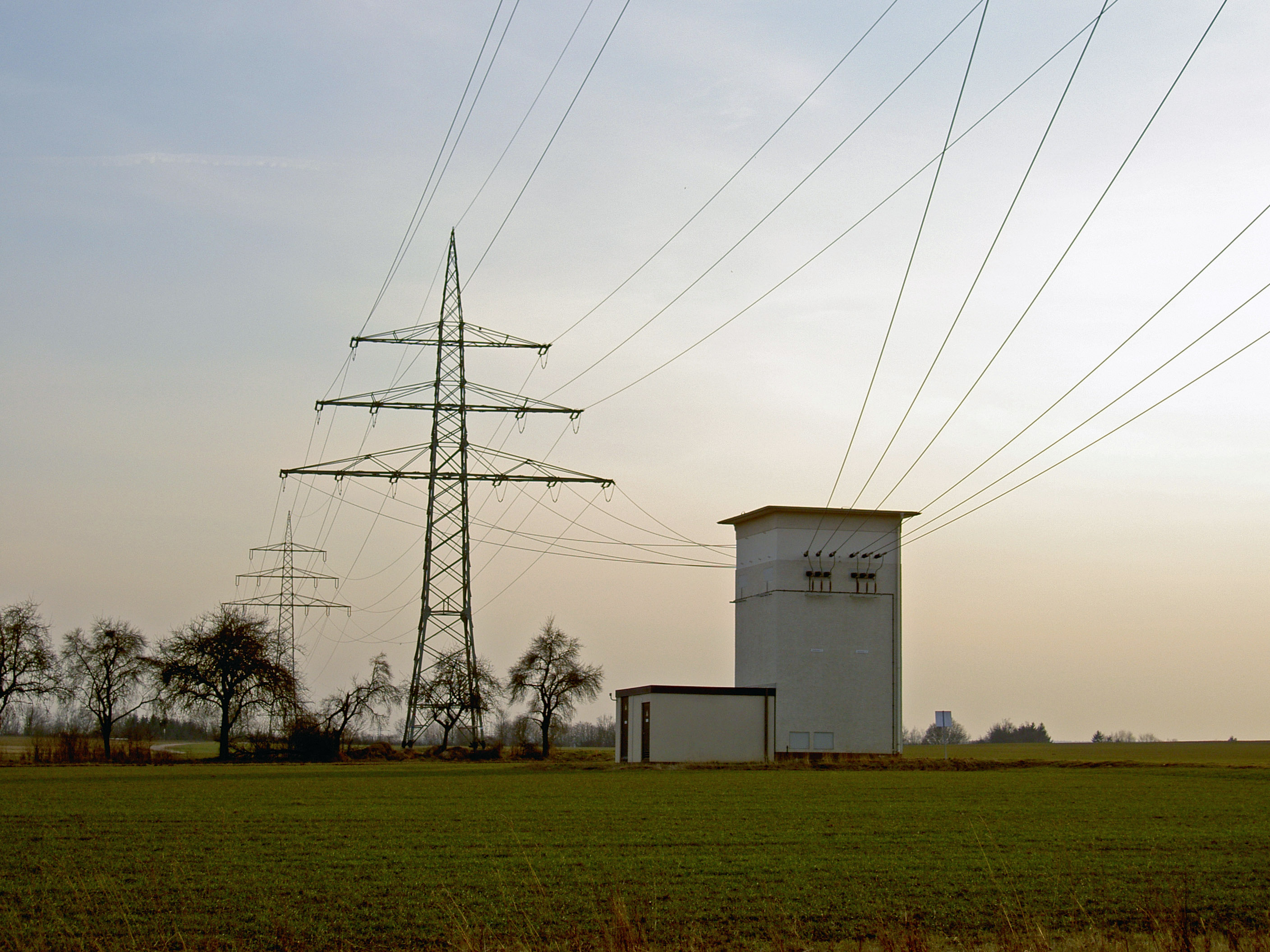
Leitung führt durch eine Transformatorenstation
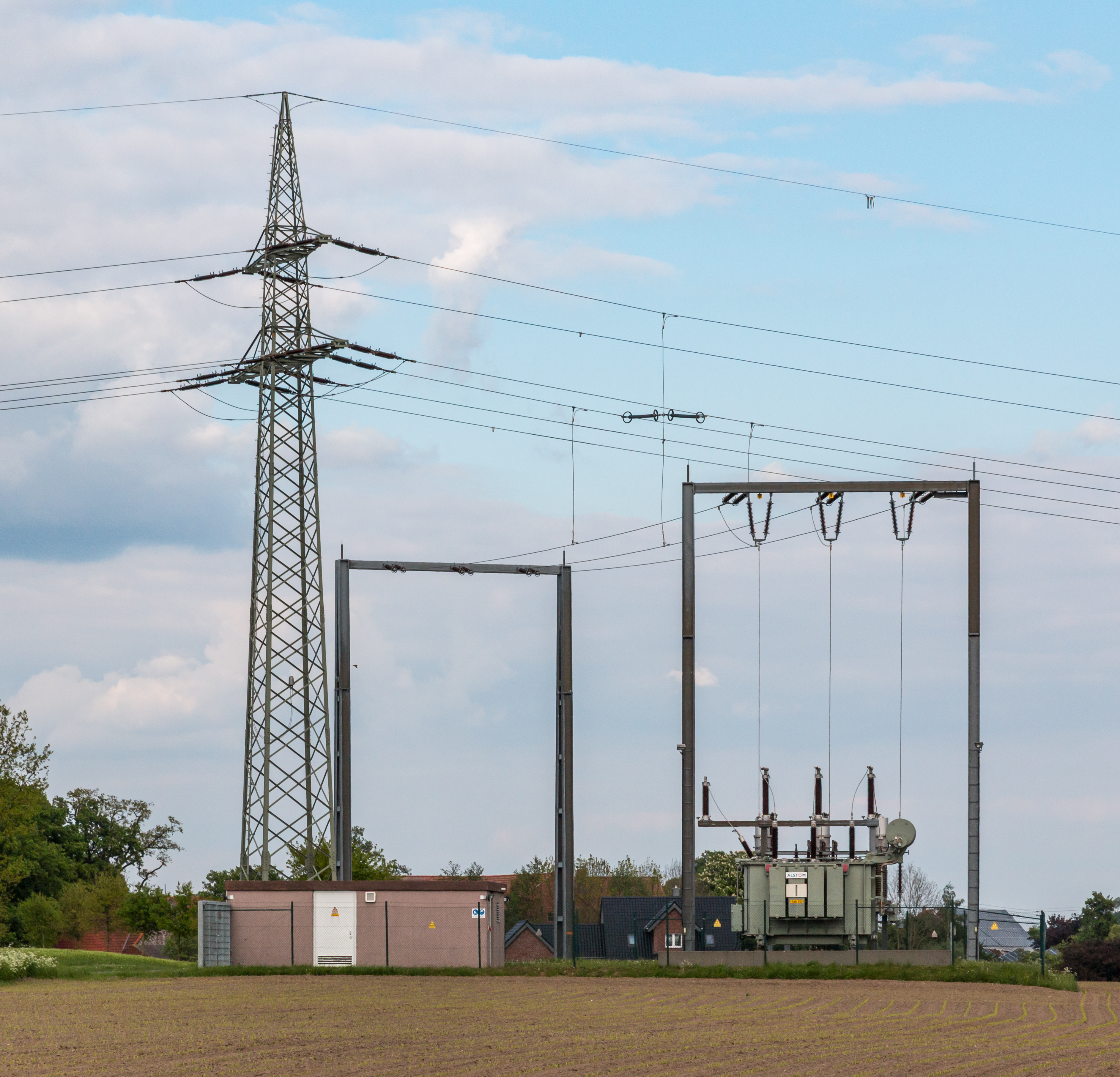
Abzweigung im Spannfeld zu einem darunter befindlichen Transformator
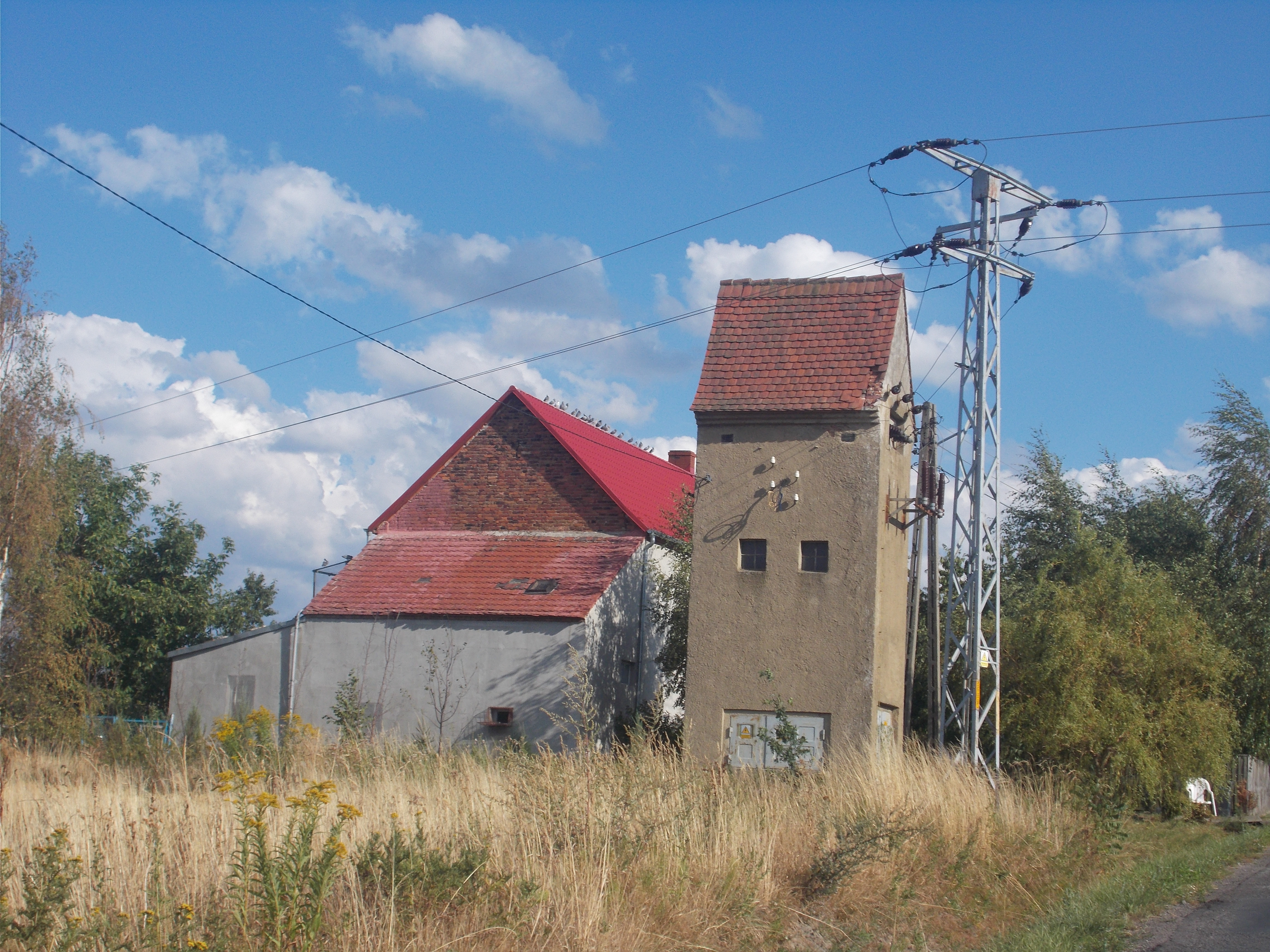
Mittelspannungsfreileitung mit Abzweig zu einer Turmstation

### Leiterseil

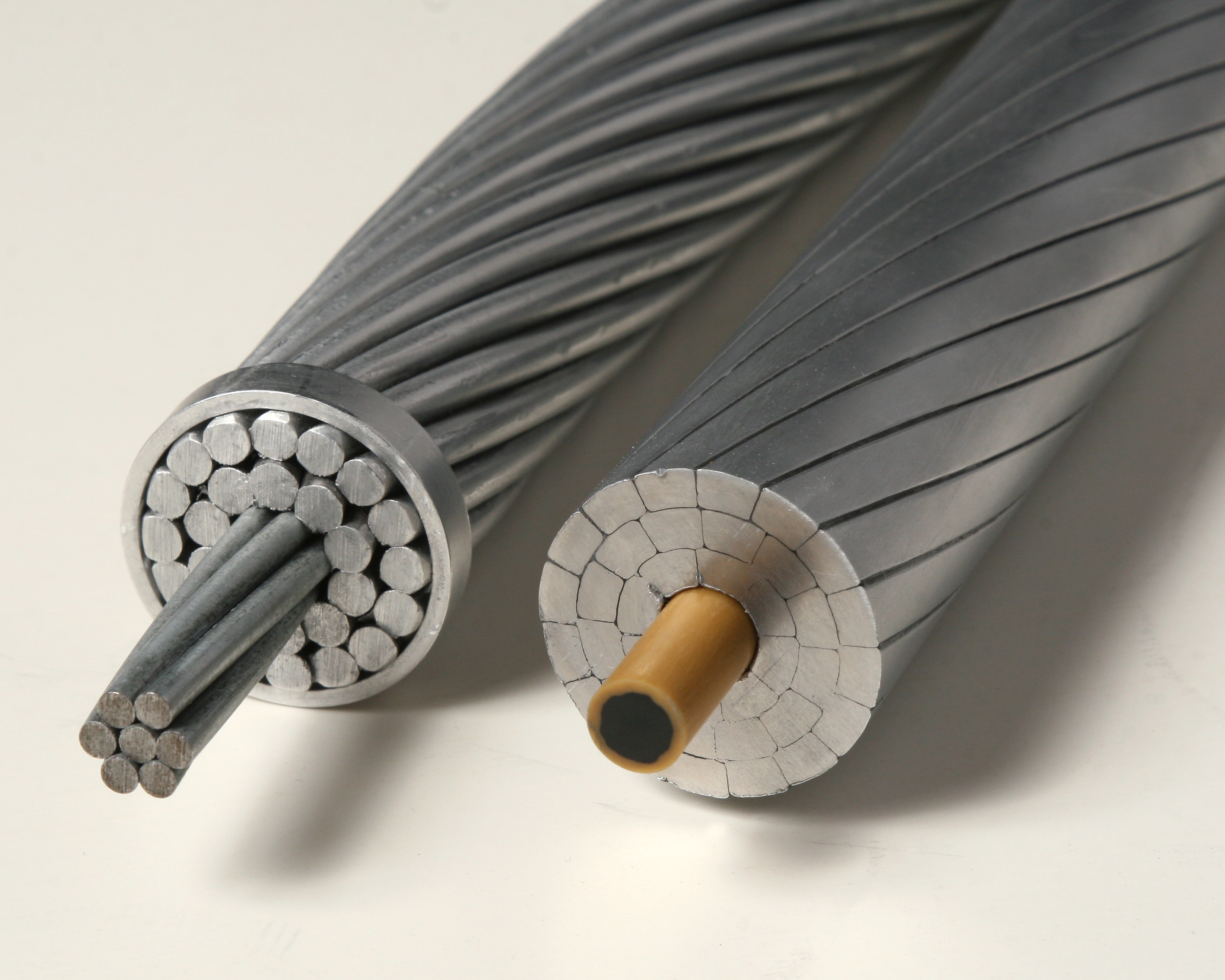
Leiterseile aus Aluminium; links mit zentralem Stahlseil, rechts mit zentralem Faser-Kunststoff-Verbund

Leiterseile von Freileitungen bestehen aus Kupfer, Aldrey und Verbundseilen aus Stahl und Aluminium. Letztere haben wegen ihrer geringeren Dichte bei gleicher Masse einen größeren Querschnitt und dadurch einen höheren Leitwert als Kupferseile und werden deshalb bei Hochspannungsleitungen bevorzugt eingesetzt. Für Spannungen ab 110 kV Wechselspannung werden häufig, um Koronaverluste zu reduzieren und die natürliche Leistung der Leitung zu erhöhen, so genannte Bündelleiter eingesetzt. Diese bestehen aus mehreren mittels Abstandhaltern verbundenen Leiterseilen und reduzieren die effektive elektrische Randfeldstärke auf Werte unter 17 kV/cm, ab welcher in Luft Ionisierung einsetzt. Für 220-kV-Leitungen werden meist Zweierbündel, für 380-kV-Leitungen meist Dreier- oder Viererbündelleiter verwendet.
Die maximale Dauertemperatur der Leiterseile infolge der Strombelastung beträgt je nach Seiltyp 70 bis 80 °C und ist in den Normen DIN 48201 und DIN 48204 spezifiziert. Im Kurzschlussfall darf kurzzeitig die maximale Temperatur des Leiterseils auf 160 bis 170 °C steigen – höhere Temperaturen würden bei den auf Zug beanspruchten Seilen zu einer Materialentfestigung führen. Die wirtschaftliche Stromdichte mit geringer thermischer Erwärmung beträgt 0,7 bis 1 A/mm², bei Dauerbetrieb mit 2 bis 2,5 A/mm² wird bei 30 °C Umgebungstemperatur im Sommer die maximal zulässige Dauerbetriebstemperatur der Leiterseile erreicht, im Winter ist dieser Wert höher. Zum Enteisen von Freileitungen im Winter können sogenannte Abtauschaltungen eingesetzt werden.
Ein typisches Leiterseil einer Hochspannungsleitung (110 kV) besteht aus einem siebenadrigen Stahlkern mit einer Gesamtquerschnittsfläche von 60 mm², der von einem Geflecht aus 30 Aluminiumadern mit einer Gesamtfläche von 257 mm² ummantelt ist. Bei einem Nennstrom von 560 A je Leitung ergibt sich eine Leistung von 107 MVA je Drehstromsystem. Mit einer 380-kV-Leitung mit 1300 A je Außenleiter lassen sich über 850 MVA übertragen, wobei die natürliche Leistung bei 600 MW liegt.
Bei Freileitungen für Drehstrom werden je Drehstromsystem drei Leiterseile (oder drei Bündelleiter) gespannt. In bestimmten Abständen wechselt deren Lage an Verdrillmasten zueinander und – bei unterschiedlichen Abständen zum Erdboden – zur Erde. Durch diese Verdrillung wird eine symmetrische Kapazität im Dreileitersystem erreicht, dies ist unter anderem für die Erdschlusskompensation in sogenannten gelöschten Netzen wesentlich.

#### Nichtelektrische Anbauten
Durch Wind und Windböen werden Seile durch Luftwiderstand und Ausbildung von Karman-Wirbeln (die auch eine Flagge wackeln lässt) quer ausgelenkt. Auslenkungen breiten sich als Wellen längs des Seils fort und belasten am Ende die Aufhängung und das Seilende.
Nahe den Aufhängepunkten werden lang-spiralförmige Schwingungsdämpfer um das einzelne Leiterseil gewickelt. Sehr lange schon gibt es Dämpfer in Form von „Hantel an Arm“.
In Flughafennähe werden zur Kennzeichnung als Luftfahrthindernis in manchen Regionen Markierungslampen für Hochspannungsleitungen auf den Leiterseilen angebracht, wie beispielsweise das System Balisor. Als Tagesmarkierung werden kugelförmige Seilmarker verwendet, auch als Luftwarnkugeln bezeichnet.
Insbesondere nahe von Vogelschutzgebieten oder Gewässern mit hohem Vogelaufkommen wird typisch das höchste Leiter- oder (oft dünnere) Erdungsseil mit Vogelschutzfahnen versehen. Um bei unterschiedlichen Beleuchtungsverhältnissen gut gesehen zu werden, werden sie mitunter so montiert, dass sich in der Ansicht helle und dunkle abwechseln.
Neuerdings werden Fahnen mit Reflexpunkten, Leuchtfarbe, mit Nachleuchten und Rotation im Wind mittels Drohnen montiert. Das spart Helikoptereinsatz, Klettereinsatz oder Fahrt mit einem Montagewagen am Seil.

### Erdseil
Ein Erdseil ist wie die Leiterseile ein elektrisch leitfähiges Seil, das jedoch keine elektrische Spannung führt, sondern oberhalb der stromführenden Leiterseile verläuft und in der Regel geerdet an den Mastspitzen befestigt wird. Das Erdseil soll die stromführenden Leiterseile vor Blitzeinschlägen schützen. In der Regel werden Freileitungen mit Betriebsspannungen über 50 kV mit einem Erdseil ausgestattet.
Im Erdseil ist oft noch ein Lichtwellenleiter zur Datenübertragung eingebettet. Diese Datenübertragungskapazitäten werden von den Netzbetreibern auch Telekommunikationsanbietern zur Verfügung gestellt.
Für höhere Ansprüche an den Blitzschutz werden Hochspannungsleitungen manchmal mit zwei Erdseilen ausgestattet. Diese befinden sich entweder an den äußersten Enden der obersten Traverse, an einer V-förmigen Mastspitze oder an einer separaten Erdseiltraverse. Bei der Einebenenanordnung sind zwei Erdseile mindestens immer dann erforderlich, wenn eine Mastspitze nicht vorhanden ist, da hier der Schutzbereich eines einzelnen Erdseils nicht ausreicht.

### Isolatoren

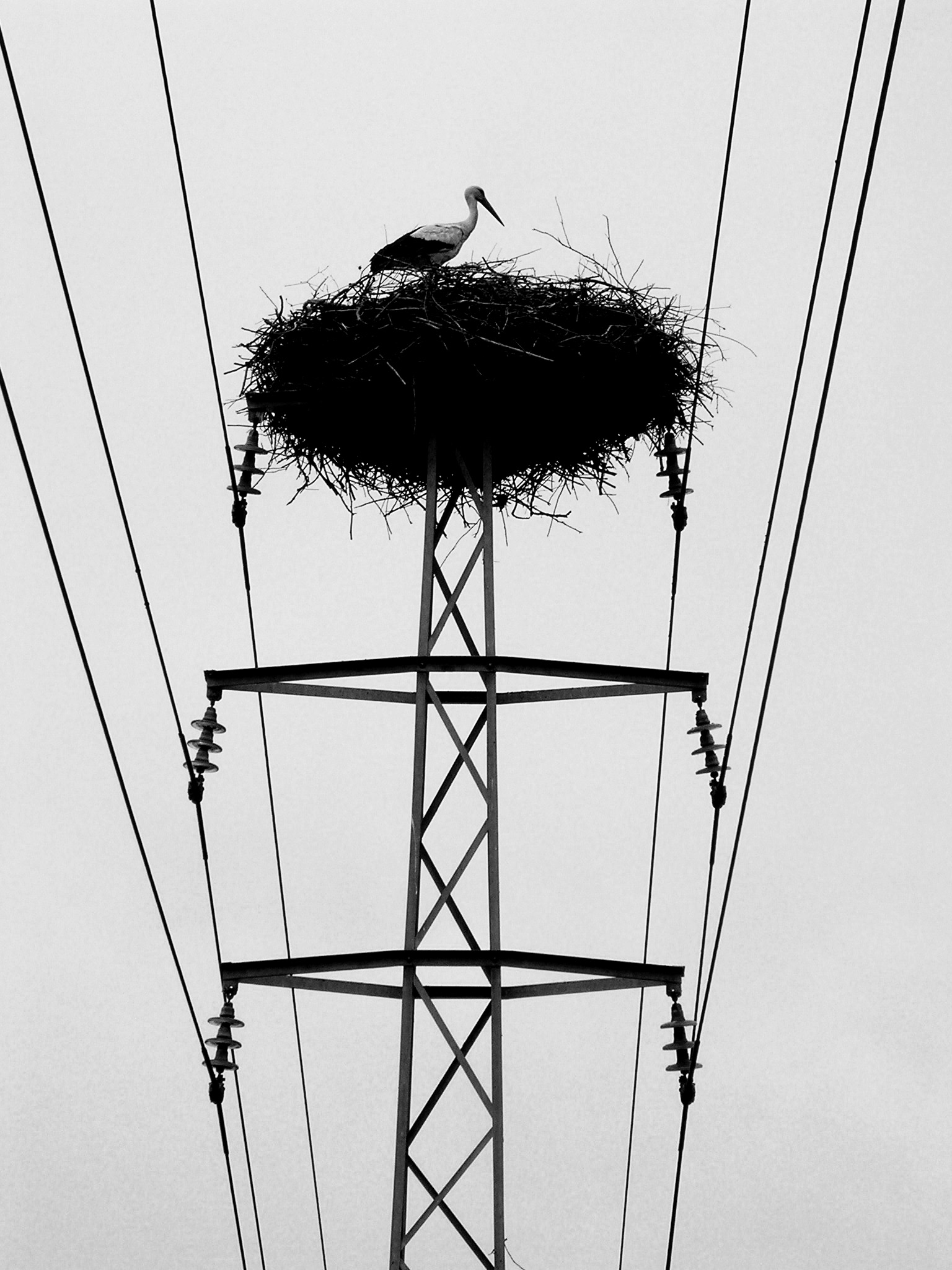
Storchennest auf einem Mast mit Mittelspannungsfreileitungen und der Gefahr eines Erdschlusses in Spanien

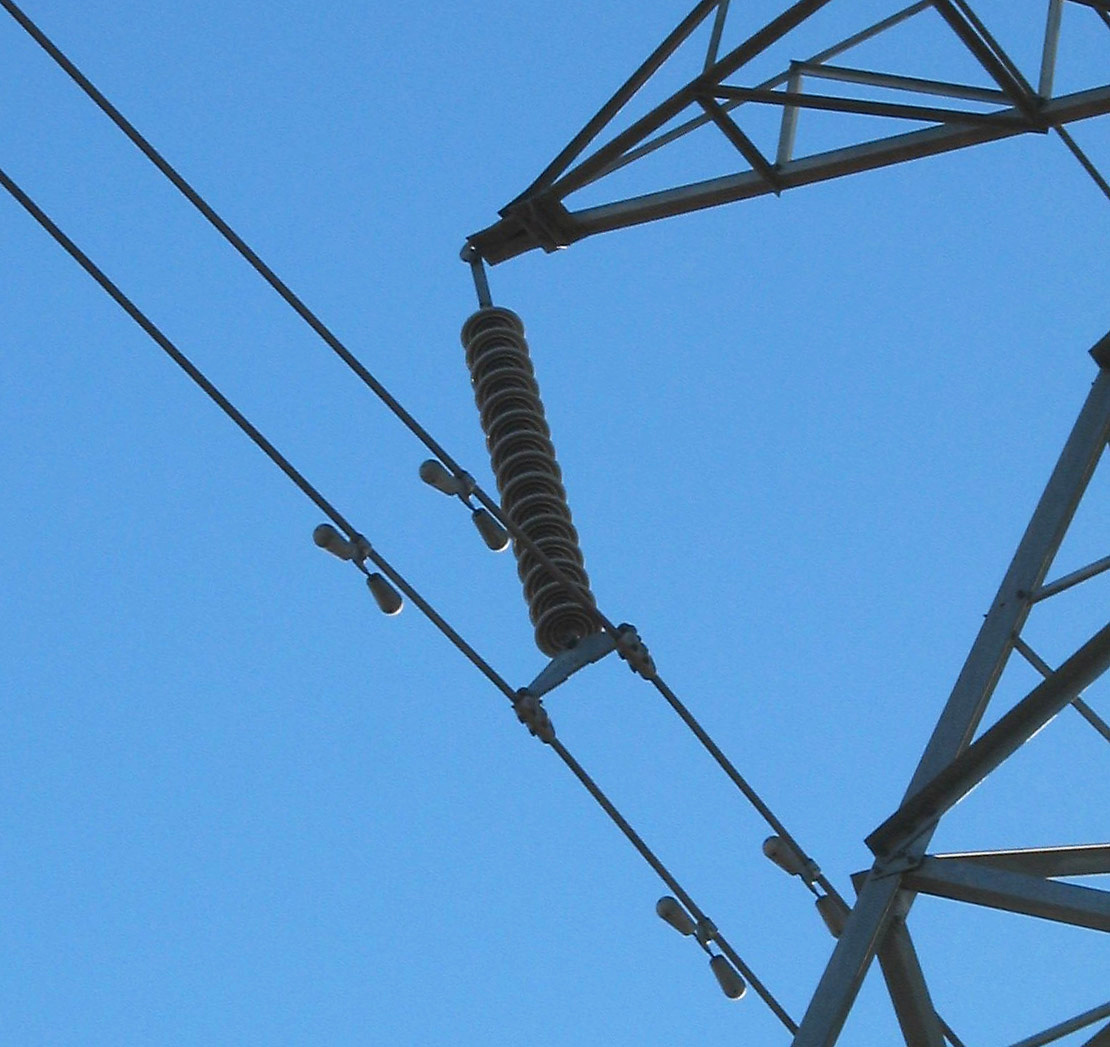
Vier Schwingungstilger auf einer Freileitung in den USA

Als Isolatoren kommen für Spannungen bis ca. 50 kV hängende oder stehende Isolatoren zum Einsatz. Erstere können höhere Kräfte aushalten, letztere bieten eine zusätzliche Sicherheit, da im Fall eines Isolatorbruchs das Leiterseil auf den Mast fällt.
Die Leitungen auf stehenden Isolatoren stellen auch eine Gefahr für große Vögel dar, die auf der Traverse zwischen den Isolatoren landen oder abfliegen und dabei leicht Erdschlüsse verursachen können. Um das zu vermeiden, werden manche Leitungen im Mastbereich mit Vogelschutzarmaturen abgedeckt, oder es wird in sicherem Abstand über der oberen Traverse eine zusätzliche Ansitzstange montiert.
Höhere Bruchsicherheit kann durch Verwendung von zwei (oder mehr) parallelen Isolatoren erzielt werden. Für Spannungen über 50 kV werden nur hängende Langstabisolatoren verwendet. Als Isolatormaterial wird meist Glas oder Keramik verwendet. Für Spannungen über 200 kV werden häufig Kettenisolatoren, bestehend aus zwei bis vier Langstabisolatoren, verwendet. Für Spannungen über 100 kV werden auch Isolatoren aus hochfestem Kunststoff eingesetzt (Silikonisolatoren).
Bei langen Abspannweiten kann es durch Wind und andere mechanische Einflüsse zu unerwünschten mechanischen Schwingungen des Leiterseils kommen. Die Folge können mechanische Schäden am Leiter und den Isolatoren sein. Zur Dämpfung dieser Schwingungen werden in der Nähe der Aufhängungspunkte der Freileitung, in unmittelbarer Nähe zu den Isolatoren, Stockbridge-Schwingungstilger angebracht.

### Abstände zu Hochspannungsfreileitungen
Freileitungen müssen bestimmte Mindestabstände vom Erdboden, Verkehrswegen und Gebäuden einhalten, um eine unzulässige Annäherung zu verhindern. Die Bemessung dieser Abstände ist in EN 50341 geregelt. Zugrundegelegt wird dafür der größte Durchhang, der in Abhängigkeit von Leitertemperatur bzw. Eisbesatz auftreten kann. Die nach EN 50341 geforderten Abstände setzen sich aus einem elektrischen Grundabstand Del und einem Sicherheitsabstand Ds zusammen. Der elektrische Grundabstand Del stellt einen fiktiven Umkreis um das Leiterseil mit dem Radius Del dar, innerhalb dessen es auch ohne Berührung des Leiters zu einem Überschlag kommen kann. Der Abstand zu anderen Leiterseilen Dpp stellt sicher, dass es zu keinem Überschlag zu anderen Leiterseilen derselben oder bei Leitungskreuzungen zu einer anderen Leitung kommt.
| Nennspannung Un | Del     | Dpp    |
| --------------- | ------- | ------ |
| 010 kV          | 015 cm* |        |
| 020 kV          | 022 cm* |        |
| 030 kV          | 032 cm* |        |
| 110 kV          | 100 cm* | 115 cm |
| 220 kV          | 170 cm* | 200 cm |
| 380 kV          | 280 cm* | 320 cm |

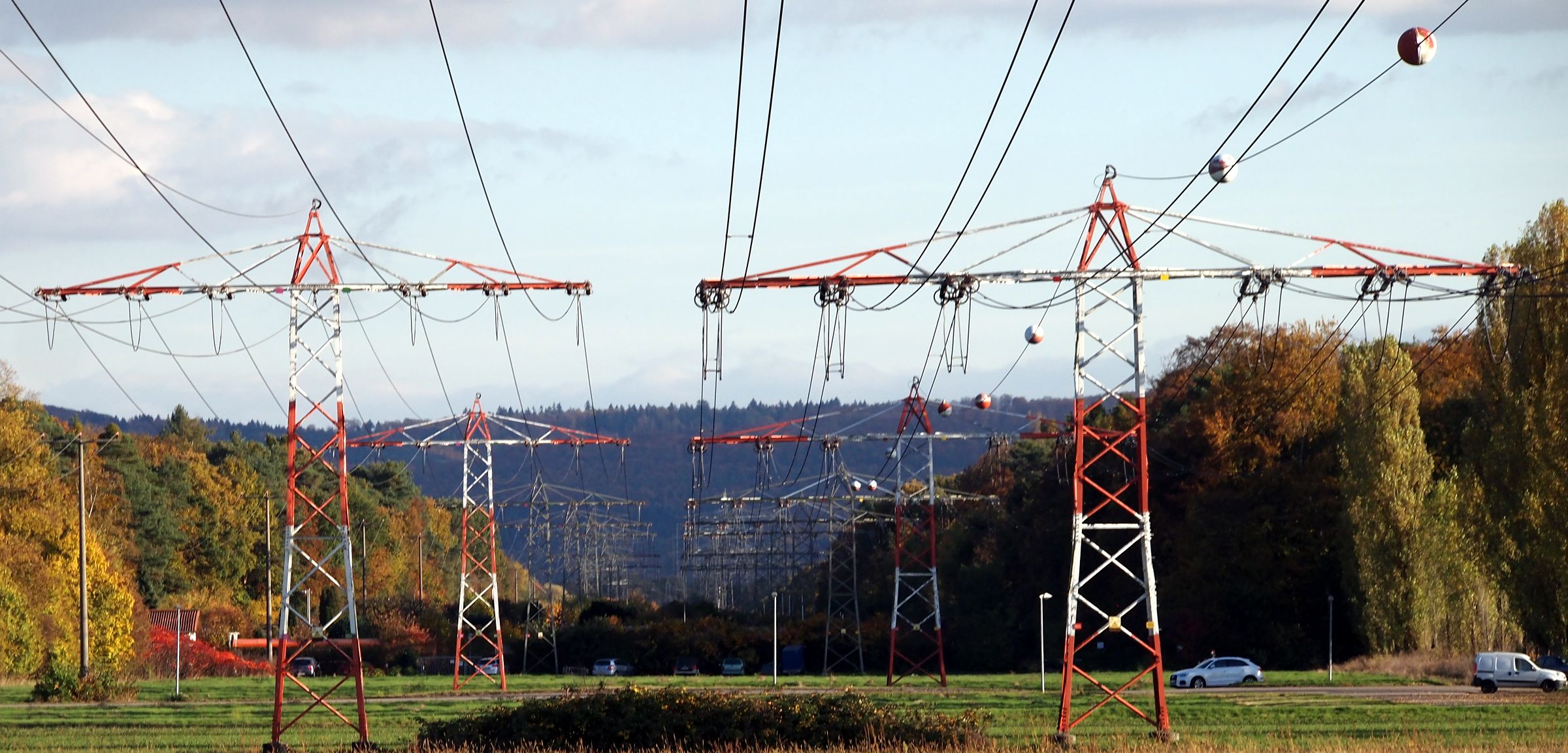
Niedrige Leitungsführung einer 110-kV-Hoch- und einer 220-kV-Höchstspannungsleitung (rechts) im Anflugbereich beim Flugplatz Karlsruhe-Forchheim

* Die Werte für Spannungen kleiner 110 kV lagen nicht vor. Ersatzweise sind die Abstände der Gefahrenzone aus DIN VDE 0105-100 angegeben.
Die von Freileitungen einzuhaltenden Abstände sind in EN 50341 Abhängigkeit von der Objektart festgelegt:
| Objektart                           | einzuhaltender Abstand         |
| ----------------------------------- | ------------------------------ |
| Erdboden                            | 5 m + Del                      |
| Verkehrsanlage (Oberkante Fahrbahn) | 6 m + Del                      |
| Feste Dächer, Neigung > 15°         | 2 m + Del, aber mindestens 3 m |
| Feste Dächer, Neigung ≤ 15°         | 4 m + Del, aber mindestens 5 m |
| Sonstige Dächer                     | 10 m + Del                     |
| Steilhang ohne Verkehr              | 2 m + Del, aber mehr als 3 m   |
| Besteigbare Bäume                   | 1,5 m + Del, aber mehr als 3 m |

Daneben existieren noch separate Vorgaben für Gewässer. Beispielsweise sind in schifffahrtsrechtlichen Regeln für 110-kV-Leitungen folgende Abstände vorgegeben: für die Elbe 17,5 m, für den Mittellandkanal 15 m, für untergeordnete Gewässer 8 m.
Die Abstände für das Ausführen von Arbeiten in der Nähe von spannungsführenden Teilen sind in DIN VDE 0105 festgelegt und gelten prinzipiell auch für Arbeiten in der Nähe von Freileitungen. Die geforderten Abstände hängen von der Qualifikation der Beschäftigten ab. Für elektrotechnische Laien, denen die mit der Elektrizität verbundenen Gefahren nicht vertraut sind, gelten höhere Abstände als für Elektrofachkräfte bzw. elektrotechnisch unterwiesene Personen.
| Un bis … | Abstand für elektrotechnisch(e) | Abstand für elektrotechnisch(e) |
| Un bis … | unterwiesene Personen           | Laien                           |
| -------- | ------------------------------- | ------------------------------- |
| 0001 kV  | 0,5 m                           | 01,0 m                          |
| 0030 kV  | 1,5 m                           | 03,0 m                          |
| 0110 kV  | 2,0 m                           | 03,0 m                          |
| 0220 kV  | 3,0 m                           | 04,0 m                          |
| 0380 kV  | 4,0 m                           | 05,0 m                          |
| 0500 kV  |                                 | 08,0 m                          |
| 0750 kV  |                                 | 11,0 m                          |
| 1000 kV  |                                 | [0][0]14,0 m                    |

Es ist in Deutschland und Österreich prinzipiell zulässig, Freileitungen unter Talbrücken hindurchzuführen. Man findet eine derartige Unterquerung beispielsweise bei der Brenztalbrücke der A 7 oder dem Körschtalviadukt nahe Esslingen am Neckar. Aber auch Brücken selbst können Konstruktionen tragen, an denen Freileitungen befestigt sind, wie zum Beispiel die Storstrømsbroen in Dänemark.

### Betriebsparameter
Freileitungen für die Energieübertragung werden durch Parameter der Nennspannung, der natürlichen Leistung und des Leitungswellenwiderstandes charakterisiert. In nachfolgender Tabelle sind für einige übliche Spannungsebenen beispielhafte Richtwerte zusammengefasst:
| Nenn- spannung | Leiterquer- schnitt Al/St | Leitungswellen- widerstand | natürliche Leistung | thermische Grenzleistung |
| -------------- | ------------------------- | -------------------------- | ------------------- | ------------------------ |
| 0010 kV        | 00×50/08 mm²              | 330 Ω                      | 0000,3 MW           | 0003 MVA                 |
| 0020 kV        | 0×120/20 mm²              | 335 Ω                      | 0002,7 MW           | 0014,2 MVA               |
| 0110 kV        | 0×240/40 mm²              | 380 Ω                      | 0032 MW             | 0123 MVA                 |
| 0220 kV        | 2×240/40 mm²              | 276 Ω                      | 0175 MW             | 0492 MVA                 |
| 0380 kV        | 4×240/40 mm²              | 240 Ω                      | 0602 MW             | 1700 MVA                 |
| 0750 kV        | 4×680/85 mm²              | 260 Ω                      | 2160 MW             | 5980 MVA                 |

### Geräuschentwicklung

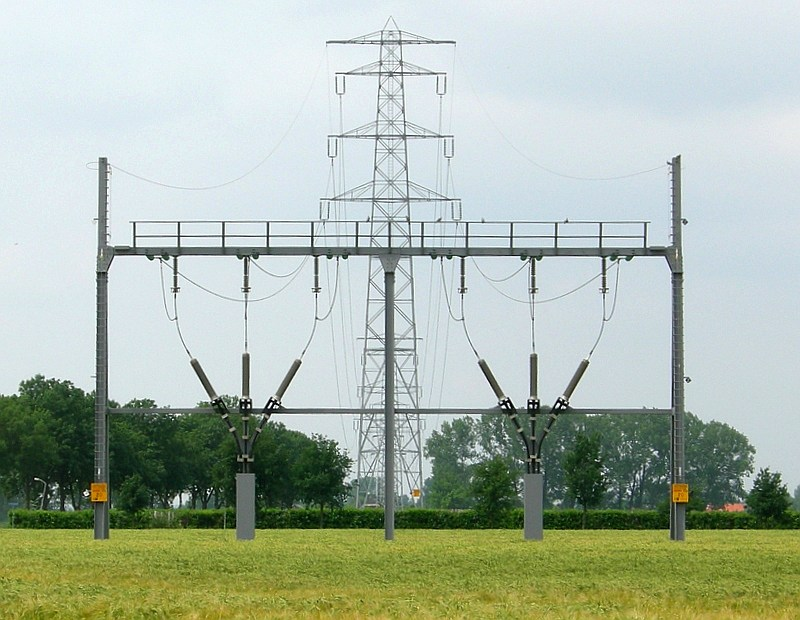
Übergang einer Hochspannungsfreileitung in ein Erdkabel

Bei Regen, Nebel, Schnee oder feuchtem Wetter fällt oft ein tiefes Brummen oder Surren auf, das von Hochspannungsleitungen ausgeht. Diese Geräusche werden durch zwei Effekte hervorgerufen:
Summen oder Brummenentsteht durch Wassertropfen, die an den Leiterseilen haften und durch die Frequenz der elektrischen Spannung zu mechanischen Schwingungen angeregt werden. Wenn die Wechselspannung der Leitung eine Frequenz von 50 Hz hat, wird der Tropfen mit jeder Halbschwingung, also 100-mal pro Sekunde, seine Gestalt von der ursprünglichen Kugelform in eine längliche Form und wieder zurück ändern. Dadurch entsteht bei jeder Halbwelle eine stärkere Erhabenheit auf dem Leiterseil, die einen Ionenwind auslöst, der wiederum die Umgebungsluft periodisch aufheizt. Ursprünglich ging man davon aus, dass die Wassertropfen selbst den Schall erzeugen; dieser wäre aber viel zu schwach im Vergleich zu den Messwerten. Je mehr Wassertropfen an der Leitung haften, desto lauter wird das Brummen. Die Lautstärke ist zudem von der Größe der Wassertropfen abhängig – größere Tropfen erzeugen ein lauteres Geräusch. Oft sind auch die Oberwellen der 100-Hz-Schwingung zu hören. In Ländern mit 60-Hz-Stromnetz liegt die Frequenz der Töne bei 120 Hz. Spezielle Beschichtungen oder Oberflächenstrukturen sollen den Wasserablauf von den Leiterseilen begünstigen oder zumindest die Tröpfchengröße klein halten.
Höherfrequente Geräusche wie Knistern oder ZischenSie stammen von Vorentladungen oder Koronaentladungen, die auch Ultraviolettstrahlung und Ozon erzeugen. Das Schallspektrum liegt zwischen 500 und 12500 Hz. Ursache der Entladungen ist die hohe elektrische Feldstärke an der Oberfläche aller spannungsführenden Bauteile, wodurch die umgebende Luft ionisiert und damit elektrisch leitend wird. Hohe Randfeldstärken entstehen vor allem an den teils scharfen Kanten der Armaturen an einem Mast zwischen Isolator und Leiterseil, daher ist das Geräusch hier stärker zu hören als im Spannfeld zwischen den Masten.
Die damit verbundenen Übertragungsverluste und Schallemissionen steigen mit der Spannung. Bei Spannungen über 100 kV werden u. a. deshalb Bündelleiter eingesetzt, was die elektrische Feldstärke an der Leiteroberfläche und damit die Koronaverluste und die Zischgeräusche verringert.
Pfeifen der Leitungen bei WindEs entsteht durch die Kármánsche Wirbelstraße, die hinter dem umströmten Seil entsteht.

## Fernmeldetechnik

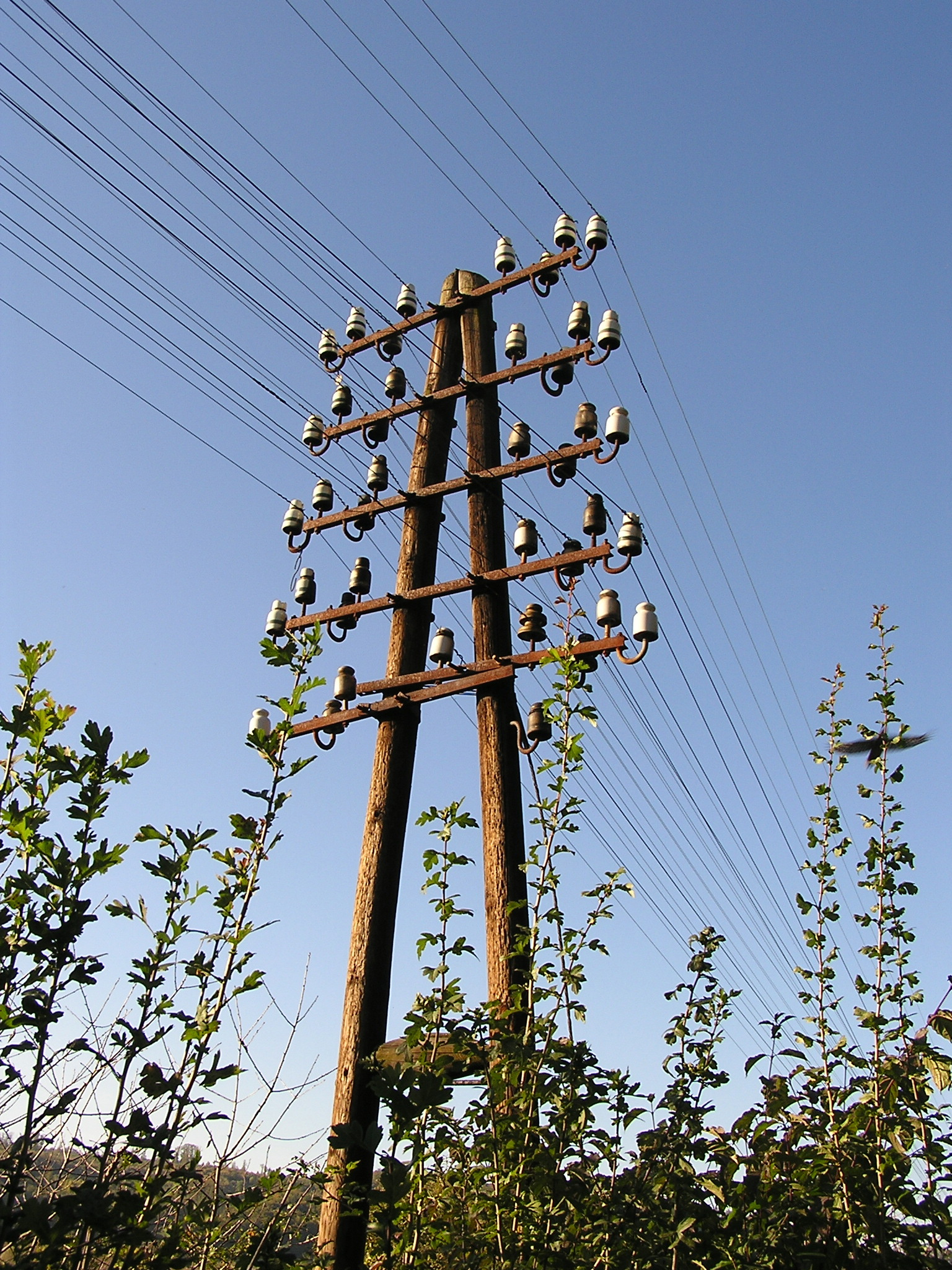
Freileitung, A-Mast mit fünf Traversen
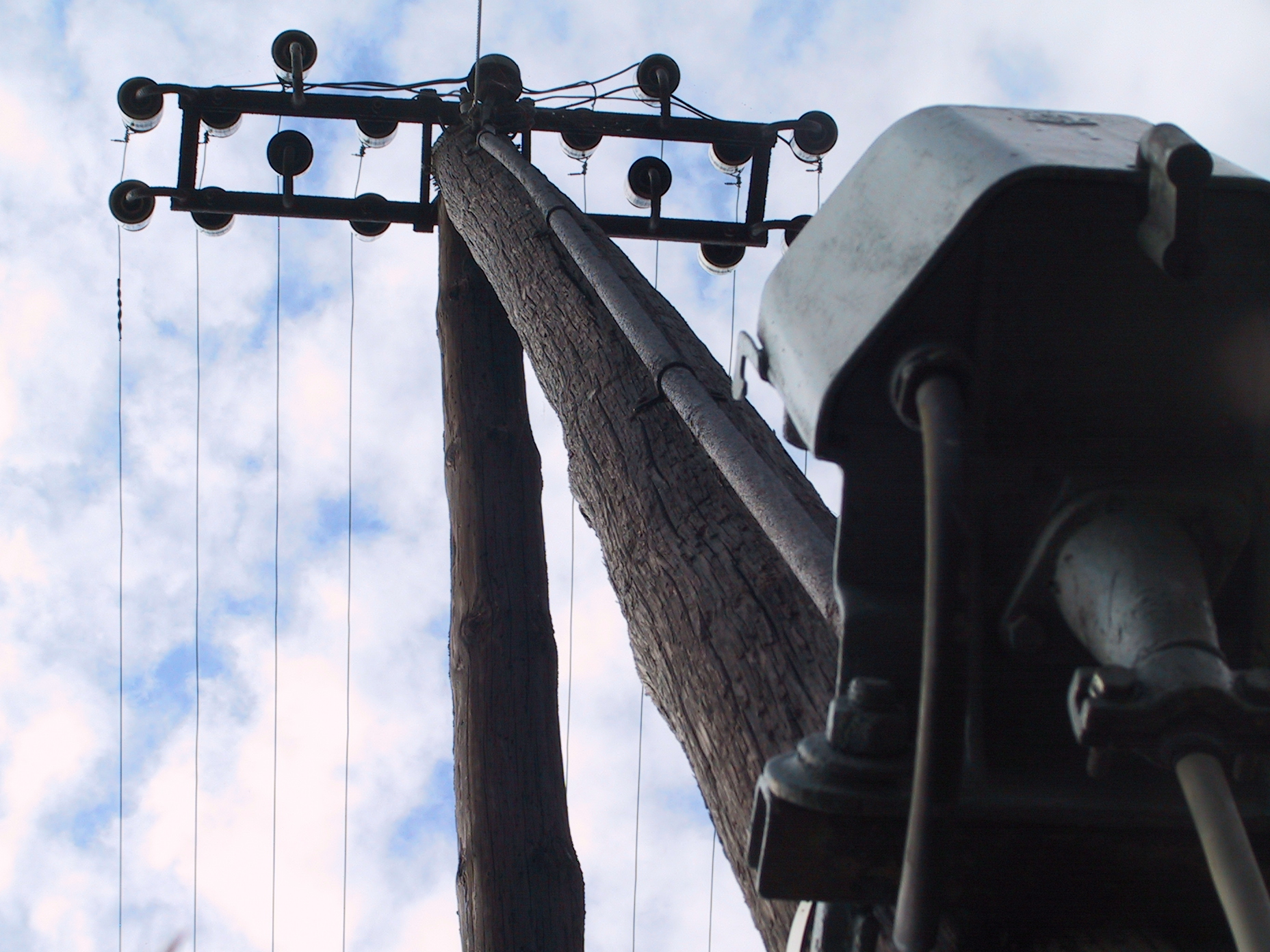
Kabelübergabestelle am Übergang von Erdkabel zu Freileitung
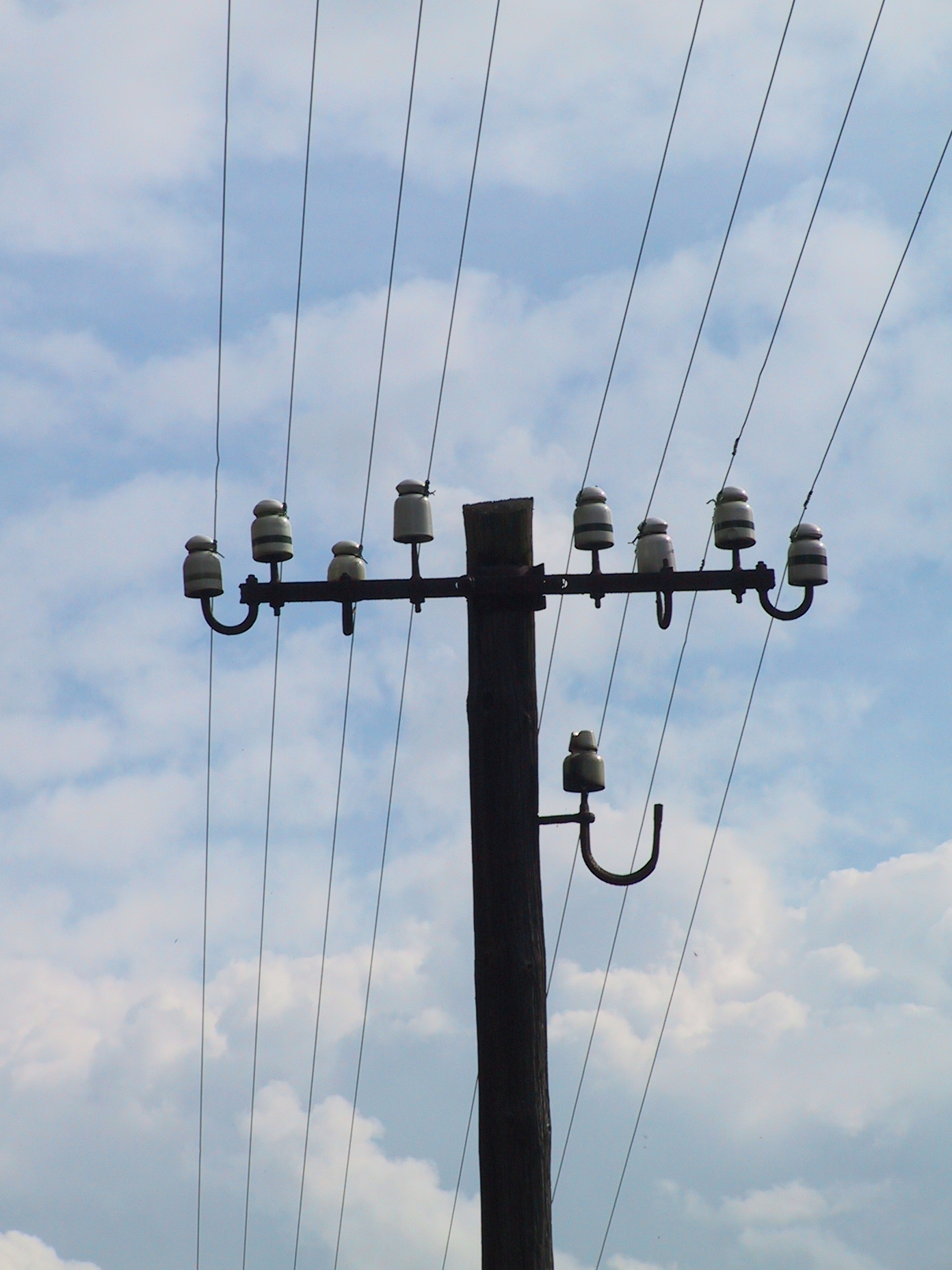
Freileitungsmast mit einer Traverse

Eine Freileitung ist in der Fernmeldetechnik eine über Telefonmasten geführte, aus blanken Drähten bestehende Leitung. Die Drähte bestehen für eine gute Leitfähigkeit aus Kupfer, dessen Oberfläche mit der Zeit mattgrüne Kupferpatina ausbildet. An den Masten sind sie mit Isolatoren aus Glas, Keramik oder Kunststoff befestigt. Kurzschlüsse zwischen den Drähten werden durch einen Mindestabstand vermieden; in Deutschland war der Abstand auf 17 cm zwischen den Drähten genormt. Ein Telefonanschluss (Teilnehmeranschluss) benötigt jeweils zwei Drähte. Bis gegen Ende der 1960er Jahre waren Telefon-Freileitungen an Landes- und Kreisstraßen üblich, vor allem in ländlichen Gebieten. Fernleitungen wurden an Bahnstrecken entlanggeführt. An sogenannten Übergangsmasten endete die Freileitung und wurde als Erdkabel weitergeführt, z. B. vor Ortschaften und Häusergruppen, welche erdverkabelt waren. Den Übergang bildet die Kabelübergabestelle (KÜ), ein besonderer Kabelendverschluss in einem wetterfesten Gehäuse. Er enthält für den Blitzschutz zusätzlich zwischen Kabel- und Freileitungsadern Messer- und zwischen den Freileitungsadern und dem Erdpotential Spannungsdurchschlagsicherungen.
Im westlichen Kontinentaleuropa wurde das ursprünglich mit Freileitungen ausgeführte öffentliche Telefonnetz mittlerweile auf Erdkabel, gelegentlich auch Luftkabel umgerüstet, da Freileitungen oft durch Witterungseinflüsse gestört werden: Stürme werfen Masten um, Drähte reißen durch Eisansatz. In den alten Bundesländern Deutschlands dürften die letzten Telefonleitungen mit blanken Drähten im öffentlichen Fernsprechnetz in der zweiten Hälfte der 1970er Jahre, in den neuen Bundesländern gegen 1999 durch Luft- oder Erdkabel ersetzt worden sein. Allerdings lässt sich kein Datum für den Abbau der letzten Fernsprechfreileitung im öffentlichen Fernsprechnetz in Deutschland ermitteln.
Man findet Fernmeldefreileitungen noch gelegentlich im bahninternen Telefonnetz BASA entlang nichtelektrifizierter Nebenbahnen. Auch diese werden mit der Einführung von GSM-R zunehmend abgebaut. In der Vergangenheit existierten Freileitungen nahezu flächendeckend an fast allen Eisenbahnstrecken, an Hauptbahnen oft in Form von Doppelgestängen. Vielfach wurden sie als Gemeinschaftsgestänge von der Eisenbahn- und der Postverwaltung gemeinsam genutzt.
Auf Strecken mit Freileitungen werden darüber auch die Leitungsverbindungen des Streckenblocks geführt. Dafür wird besonderer, kunststoffisolierter Blockdraht verwendet. Bei Freileitungsgestänge mit mehreren Traversen übereinander werden die Blockadern nach Möglichkeit auf den oberen Positionen angeordnet. Wird eine Blockverbindung im Störungsfall auf nichtisolierte Fernmeldeadern umgeschaltet, dann muss wegen der reduzierten Sicherheit vor Aderberührung Rückmelden bestehen bleiben.
Ausschlaggebend für den Ersatz von Freileitungs- durch Kabelverbindungen an Eisenbahnstrecken war die Elektrifizierung mit Einphasenwechselstrom. An Gleichstrombahnen können Freileitungen prinzipiell bestehen bleiben, die induktive Beeinflussung macht parallele Fernmeldefreileitungen an Wechselstrombahnen dagegen unbenutzbar.
In anderen Ländern, darunter auch industrialisierten Ländern wie beispielsweise Großbritannien, den USA und Japan, sind große Teile der Teilnehmeranschlussleitungen noch als Freileitungen ausgeführt. In den beiden letztgenannten Ländern ist diese stellenweise betrieblich günstiger, da nach den dort gebietsweise häufig auftretenden Naturkatastrophen wie Erdbeben oder Stürmen eine Instandsetzung von Erdkabeln wesentlich aufwändiger als von Freileitungen ist.
Freileitungen zeigen eine Antennenwirkung und können daher auch Amateurfunk und CB-Funk einfangen. Während der normale Telefonverkehr davon kaum beeinträchtigt wird, können auf einer DSL-Übertragung Störungen auftreten, wenn Funk und DSL dieselben Frequenzbereiche verwenden.

### Freileitungen bei Alarmierungssystemen
In Deutschland erfolgte bis in die 1990er Jahre die Signalübertragung von manchen handbedienten Feuermeldern im öffentlichen Raum zu den Meldestellen über Freileitungen. Diese waren meist einpolig und häufig an Laternenpfählen, Aufhängungen von Straßenlampen oder Hauswänden befestigt.

## Weitere Arten

### Oberleitungen
Eine besondere Form der Freileitung sind die Oberleitungen und Stromschienen von elektrischen Bahnen und Oberleitungsbussen; diese müssen für die Entnahme von elektrischer Energie durch den Stromabnehmer von Schienenfahrzeugen ausgestattet sein und bestehen daher aus massiven Leitern aus einer Kupferlegierung.

### Reusenleitungen

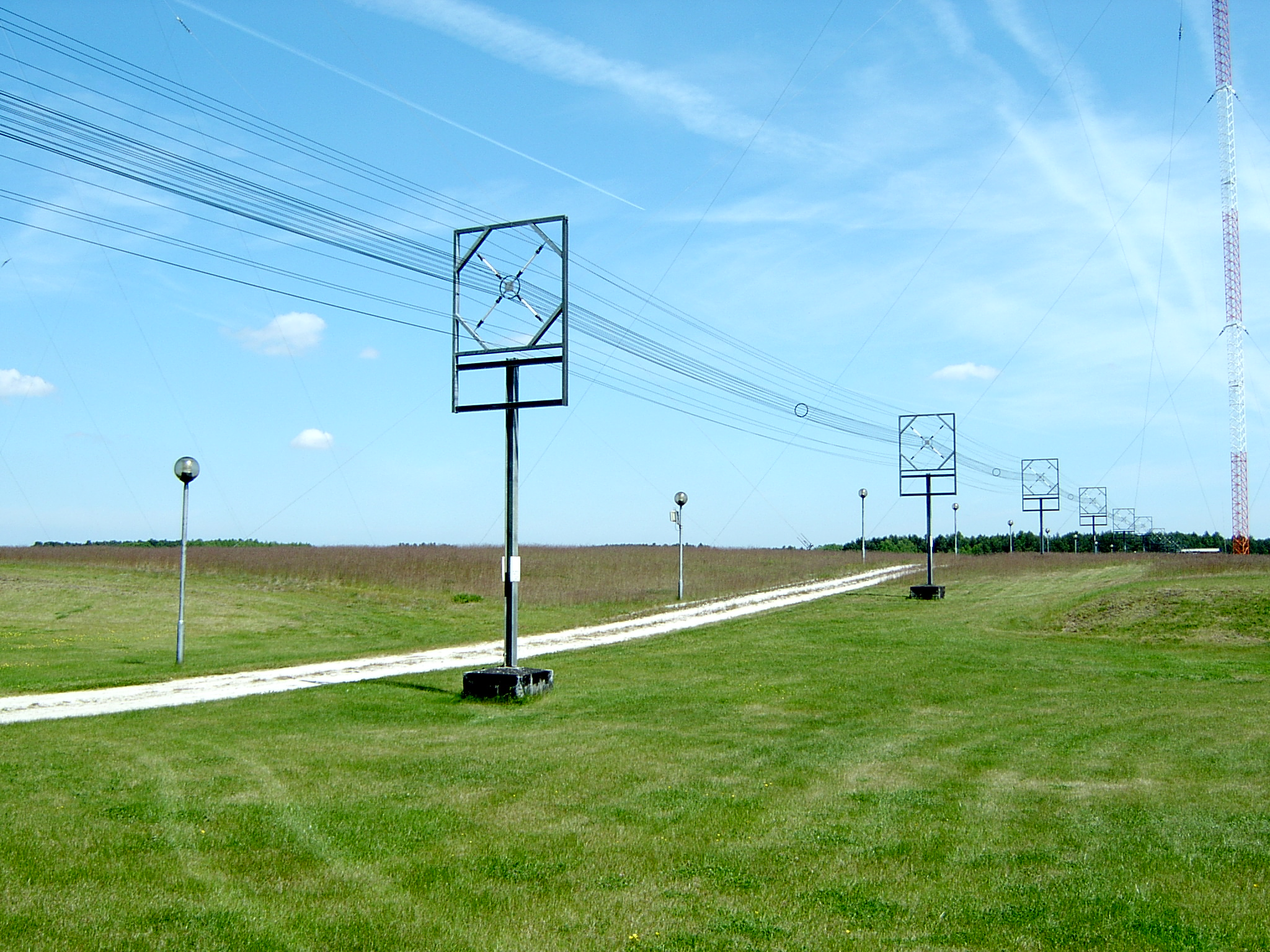
Reusenleitung zur Übertragung von Hochfrequenz eines Langwellen-Großsenders

Auch zur Speisung von Sendeantennen, insbesondere von Antennen von Sendern mit hoher Sendeleistung für Lang-, Mittel- und Kurzwelle, werden gelegentlich Freileitungen verwendet. Diese ist oft als Reusenleitung gestaltet. Bei einer Reusenleitung bilden mehrere parallele Leiterseile mit den auf Erdpotential liegenden Außenleitern eine Koaxialleitung. Im Innern des Ringes verläuft, an Isolatoren befestigt, die unter Hochspannung stehende Speiseleitung der Antenne. Sie ist meist ebenfalls als Bündelleiter ausgeführt.

### Eindraht-Hochspannungsversorgung
In vielen dünn besiedelten Gebieten der Welt (in Europa z. B. in Island) gibt es Eindraht-Hochspannungsversorgungen für abgelegene Häuser oder Weiler. Als „Rückleiter“ fungiert der Erdboden.

### Eindraht-Wellenleitung
Eindraht-Wellenleiter dienten früher in Orten mit ungünstigen Empfangslagen (Täler) zur Verbreitung der Rundfunkprogramme. Die sich entlang einer einzelnen Freileitung ausbreitenden Wellen konnten durch nahe der Leitung liegende Dipolantennen empfangen werden; siehe hierzu Goubau-Leitung.

### Verwandte Konstruktionen
- Antennen (werden für längere Wellenlängen oft ähnlich wie Freileitungen ausgeführt)
- Selbststrahlender Sendemast
- Oberleitung
- Stromschiene
- Elektrozaun
- Drahtzugleitung
  - einfachwirkend, über Umlenkhebel, am Ende auf eine Hausglocke und gegen eine Feder wirkend, auch als Drahtstangenzug auf Zug und Druck, typisch über Durchgangshöhe auch einen Garten überspannend
  - mittels Zug und Gegenzug doppeltwirkend (Doppeldrahtzugleitung), an den Enden und über Ablenk- oder Druckrollen als Drahtseil oder Ketten auf Seilscheiben wirkend, zur Betätigung von Weichen einschließlich Riegeln, Eisenbahnsignalen und -schranken und Rückmeldung über deren Stellung in mechanischen Stellwerken

## Nutzung des Gebietes unter einer Freileitung

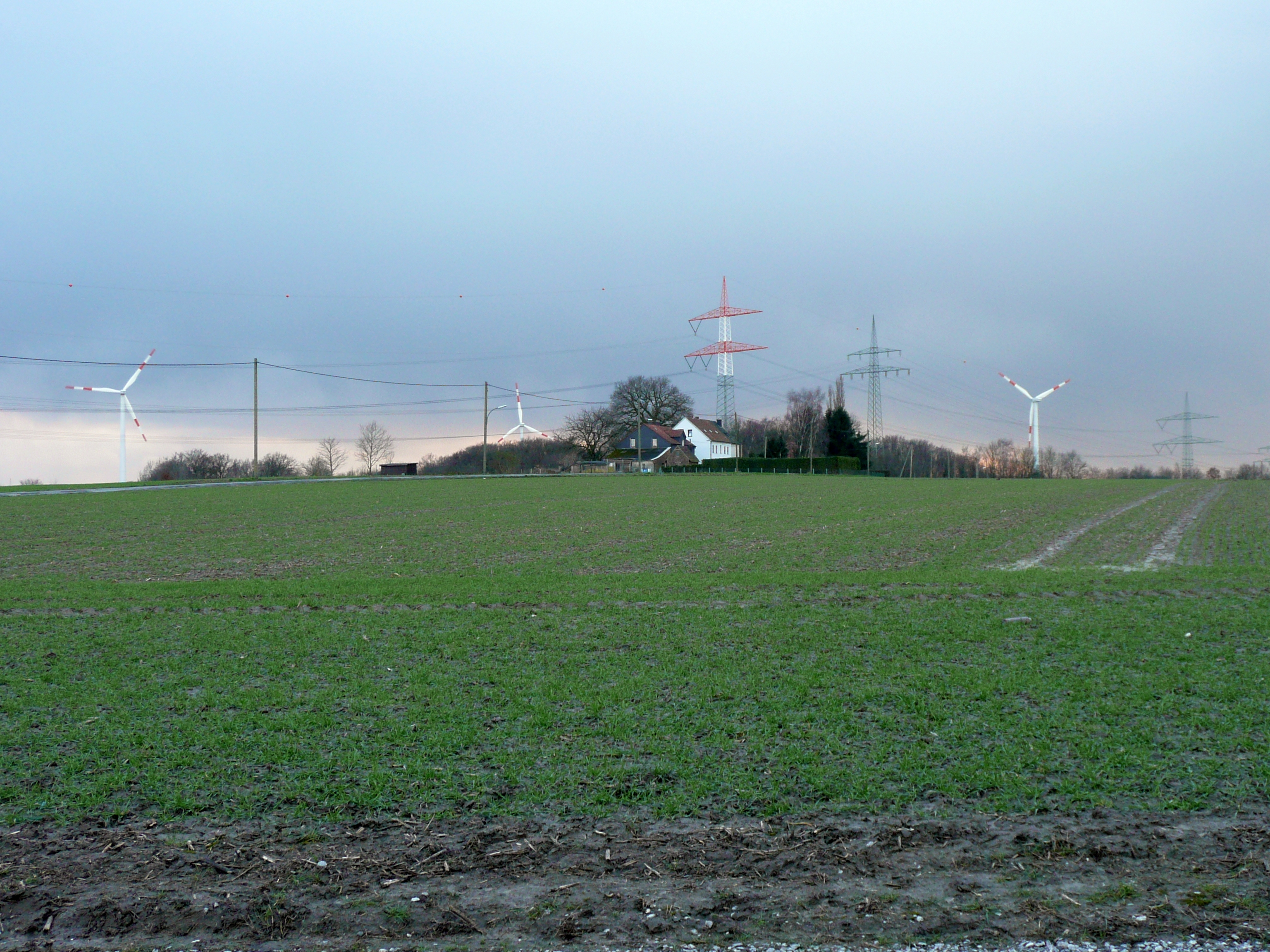
Hoch- und Niederspannungsleitungen in Dortmund-Hombruch

Das Gebiet unter einer Freileitung kann für die meisten Zwecke genutzt werden, bei denen nicht die Gefahr besteht, dass Objekte, die mit dem Erdboden verbunden sind, in die Nähe der Leiterseile geraten können, oder bei denen die Gefahr besteht, dass durch die Nutzungsweise die Leiterseile, Isolatoren oder Mastkonstruktionen Schaden nehmen können. Allerdings kann es unter Freileitungen zu Beeinträchtigungen des Funkempfangs – insbesondere beim Empfang von Signalen mit Frequenzen unter 10 MHz – bei Einsatz von Stabantennen kommen. Wenn es nicht möglich ist, die Empfangsantenne zu verlegen, dann sollte man in diesem Fall magnetische Antennen (Rahmen- oder Ferritantennen) verwenden. Bei der baulichen Nutzung des Areals unter Freileitungen ist daran zu denken, dass im Winter Eisansatz an den Masten und Leiterseilen stattfinden kann und dass herabfallende Eisbrocken unter Umständen Gebäudeschäden verursachen können.
Seit 2013 gilt in Deutschland für Spannungen über 220 Kilovolt ein Überspannungsverbot von Gebäuden, die zum dauerhaften Aufenthalt von Menschen bestimmt sind. Außerdem gilt für Orte dauerhaften Aufenthalts ein Minimierungsgebot für elektrische und magnetische Felder.

## Sicherheitsratschläge
Im Umfeld von Freileitungen (und auch von Funktürmen, insbesondere von selbststrahlenden Sendemasten) ist es verboten und gefährlich, Drachen oder Fesselballone aufsteigen zu lassen, da durch die Leine, insbesondere im feuchten Zustand, gefährliche Ströme fließen können.
Aluminisierte Folienballons dürfen seit einiger Zeit in manchen Ländern (Vereinigte Staaten, Österreich …) nur mehr mit montiertem Ballastgewicht ausgegeben werden, um ihr Entfliegen zu verhindern, da die dünne, gasdichtend wirkende Aluminiumschicht nahe einem Leitungsisolator eine Lichtbogenentladung auslöst, die den Ballon verbrennt und eine elektrisch leitende Verschmutzung des Isolators hinterlässt, weshalb er danach ausgetauscht werden muss.
Bei tiefhängenden Freileitungen ist Vorsicht im Umgang mit langen Stangen oder Leitern geboten, insbesondere wenn diese aus elektrisch leitfähigem Material bestehen.
Unter Hochspannungsfreileitungen soll man keine Kraftfahrzeuge betanken oder Behälter mit brennbarer Flüssigkeit umfüllen.
Falls ein abgerissenes Leiterseil einer Hochspannungsleitung am Boden liegt, sollte man sich ihm nicht nähern, um sich keiner Schrittspannung auszusetzen, und sich aus dessen Nähe nur mit Trippelschritten entfernen.

## Geschichte
Die erste Freileitung der Welt baute der Physiker Stephen Gray am 14. Juli 1729, um zu zeigen, dass man Elektrizität übertragen kann. Er verwendete als Leiter feuchte Hanfschnüre, die an Bohnenstangen befestigt waren.
Allerdings gab es erste praktische Anwendungen von Freileitungen erst im Rahmen der Telegrafie.
1882 wurde die erste Freileitungsübertragung mit Hochspannung zwischen München und Miesbach durchgeführt, wobei Gleichstrom mit einer Spannung von 2 kV verwendet wurde. Der Wirkungsgrad lag bei 25 %. An der Realisierung waren Oskar von Miller und der Franzose Marcel Deprez beteiligt.
1891 erfolgte der Bau der ersten Drehstromfreileitung anlässlich der internationalen Elektrizitätsausstellung in Frankfurt/Main zwischen Lauffen am Neckar und Frankfurt am Main. Die Energie wurde bei 10 kV über 176 Kilometer transportiert, der Wirkungsgrad lag bei 75 %.
1905 nahm zwischen Moosburg und München die erste Freileitung mit 50 kV Betriebsspannung ihren Betrieb auf.
1912 ging die erste 110-kV-Freileitung (zwischen Lauchhammer und Riesa) in Betrieb. Kurz vor dem Ende des Ersten Weltkriegs folgte 1918 ebenfalls für 110 kV die 132 km lange Golpa-Leitung zwischen dem Kraftwerk Zschornewitz bei Bitterfeld und Berlin.
Die erste 220-kV-Freileitung ging 1922 in Betrieb. In den 1920er Jahren baute die RWE AG das erste Freileitungsnetz für diese Spannung, welches zum Teil schon für 300 kV ausgelegt war (Nord-Süd-Leitung) und zu dem auch die 1926 gebaute Rhein-Freileitungskreuzung Voerde mit zwei 138 Meter hohen Masten gehörte. 1957 ging in Deutschland die erste 380-kV-Freileitung in Betrieb (zwischen dem Umspannwerk Hoheneck bei Stuttgart und Rommerskirchen bei Köln).
Im gleichen Jahr ging in Italien die Freileitungsquerung der Straße von Messina in Betrieb, deren Masten als Vorbild für die Tragmasten der Elbekreuzung 1 dienten und bis zum Bau der Elbekreuzung 2 in der zweiten Hälfte der 1970er Jahre die höchsten Freileitungsmaste der Welt waren.
Ab 1967 wurden in Russland, den USA und Kanada Freileitungen für Spannungen von 765 kV gebaut. 1982 wurde in Russland zwischen Elektrostal und dem Kraftwerk Ekibastus eine Drehstromleitung mit 1.150 kV gebaut.
1999 wurde in Japan eine 500-kV-Doppelleitung gebaut, die für eine Betriebsspannung von 1100 kV ausgelegt ist, die Drehstromleitung Kita-Iwaki.
2003 erfolgte in China der Bau der bisher höchsten Freileitungsmaste der Jangtse-Freileitungskreuzung.

## Kontroversen
Beim Bau von Höchstspannungsfreileitungen kam und kommt es in dichtbesiedelten Regionen in Zentraleuropa und in beengten Regionen wie Gebirgstälern wiederholt zu Widerständen der Anlieger.
Die Gegner von Freileitungen wenden Nachteile aus landschaftlich-optischen Gründen, wegen wirtschaftlicher Beeinträchtigung etwa durch die Aufstellung eines Mastes auf einem Acker, aber auch wegen Beeinträchtigungen durch vermeintlich nicht gegebene Elektromagnetische Umweltverträglichkeit ein. Gegner von Freileitungen fordern in der Regel eine Erdverkabelung, welche allerdings teurer als eine Freileitung ist und oft physikalisch schwierig ist.
Die objektive Beeinflussung der Anlieger einer Freileitung oder einer Oberleitung ist durch das elektrische und das magnetische Feld, die Geräuschentwicklung und das Landschaftsbild gegeben.
Bereits in geringem seitlichen Abstand zur Leitung und besonders in Gebäuden liegt das elektrische Feld unter dem Grenzwert 5 kV/m. Das magnetische Feld ist von der Höhe des Stromes in der Leitung abhängig. Es liegt auch bei dem maximal möglichen Strom und direkt unter den Freileitungen noch unter dem Grenzwert von 100 µT (Vorsorge-Grenzwert für die Bevölkerung). Bei einer Messstudie wurden unmittelbar unter Hoch- und Höchstspannungsfreileitungen maximal 5,9 kV/m und 4,6 µT gemessen und daraus für die maximale Anlagenauslastung 9,0 kV/m und 52 µT extrapoliert. Ab einem Abstand von 100 bis 400 Metern übersteigen die Feldstärken, die typischerweise im Haushalt auftreten, die Felder der Hochspannungsfreileitungen.
Mittel- und Hochspannungs-Erdkabel werden trotz der höheren Übertragungsverluste, höheren Kosten und längeren Ausfallzeiten oft im Stadtgebiet eingesetzt, da dort oft Freileitungen nicht errichtet werden können. Es handelt sich um vergleichsweise kurze Strecken von einigen Kilometern.
In Deutschland sieht die 26. Bundesimmissionsschutzverordnung ein Minimierungsgebot vor, das heißt, bei der Planung sollen potentielle elektrische und magnetische Felder so gering wie möglich gehalten werden.

## Rekorde
- Längste Spannweite: Querung des Ameralik-Fjords, 5376 m, Grönland, vom ersten Kraftwerk Grönlands, errichtet 1993
- Längste Spannweite Europas: Querung des Sognefjords beim Ort Leikanger, 4597 m, Norwegen
- Längste Spannweite Deutschland: Eyachtalquerung Höfen, 1444 m
- Längste Freileitungs-Verbindung: Rio Madeira HVDC (HGÜ), Brasilien (Rio Madera – SO-Brasilien) 2375 km (errichtet im August 2014)[18]
  - Ehemals längste Freileitung: HGÜ Inga-Shaba: 1700 km
- Ehemals längster schaltbarer Freileitungsabschnitt Deutschlands: Wolmirstedt–Lubmin 287,8 km (bis zur Inbetriebnahme Umspannwerk Stendal-West am 1. Oktober 2009)
- Höchste Übertragungsspannung: Drehstromleitung Ekibastus–Kökschetau, 1150 kV
- Höchste Übertragungsspannung Gleichspannung: HGÜ Yunnan–Guangdong, ±800 kV
- Höchstgelegene Freileitung Europas: Vorableitung 2720 m ü. M. Schweiz
- Ehemals höchste Freileitungsmasten – nicht mehr als solche benutzt, doch unter Denkmalschutz: Stromleitungskreuzung der Straße von Messina 232 m, Sizilien

## Fachliteratur

### Fachbücher
Freileitungstechnik:
- Friedrich Kießling, Peter Nefzger, Ulf Kaintzyk: Freileitungen. 5. Auflage. Springer, Heidelberg 2001, ISBN 978-3-642-62673-9.

Energietechnik:
- Rene Flosdorff, Günther Hilgarth: Elektrische Energieverteilung. 4. Auflage. B.G. Teubner, Stuttgart 1982, ISBN 3-519-36411-5.
- Günter Springer: Fachkunde Elektrotechnik. 18. Auflage. Verl. Europa-Lehrmittel Nourney, Vollmer, Wuppertal 1989, ISBN 3-8085-3018-9.
- Wilfried Knies, Klaus Schierack: Elektrische Anlagentechnik – Kraftwerke, Netze, Schaltanlagen, Schutzeinrichtungen. Carl Hanser, München / Wien 1991, ISBN 3-446-15712-3.

Fernsprechtechnik:
- Handbuch der Fernmeldetechnik, Band 7, Teil II: Linientechnik (PDF), 1973.

### Fachaufsätze
- Walter Castor: Grundlagen der elektrischen Energieversorgung. HAAG Fachbibliothek, HAAG Elektronische Messgeräte GmbH, Waldbrunn.